# Штейнберг, Евгений Львович
Евге́ний Льво́вич Ште́йнберг (1902—1960) — советский историк Китая, Индии, Ближнего и Среднего Востока, автор исторических романов.

## Биография
Родился в 1902 году в Геническе (ныне Херсонской области).
Окончил в 1924 году дипломатическое и экономическое отделение ближневосточного факультета Московского института востоковедения.
Научный сотрудник Всесоюзной научной ассоциации востоковедения (1925—1930), Всесоюзного общества культурной связи с заграницей (1930—1931), Института по изучению народов СССР (1931—1936).
Преподаватель МИФЛИ, кафедры истории колониальных и зависимых стран МГУ, Киевского и Ашхабадского педагогических институтов (1937—1943), Высшей дипломатической школы МИД СССР (1944—1945).
Доктор исторических наук (1941), диссертация посвящена англо-французской борьбе в Индии в конце XVIII века. Профессор.
Во время «борьбы с космополитизмом» арестован по доносу приятеля — писателя Я. Е. Эльсберга. 20 февраля 1952 года осуждён Особым совещанием при МГБ СССР «за антисоветскую агитацию» на 10 лет ИТЛ. Отбывал срок в Каргопольлаге, работал в санчасти. Реабилитирован в 1954 году. Освобождён 20 мая 1954 года.
Преподаватель Московского областного педагогического института. Член Союза писателей СССР с 1957 года.
Умер в 1960 году. Похоронен на Новодевичьем кладбище.

## Книги
- Китаянка. — М., 1927.
- Индия. — М., 1930.
- Жизнеописание русского мореплавателя Юрия Лисянского. — М., 1948.
- Первые исследователи Каспия (XVIII-XIX вв.). — М., 1949.
- Борьба русского народа за выход в Тихий океан. — М.: Воениздат, 1949. — 40 с.
- И. Ф. Крузенштерн, Ю. Ф. Лисянский / Под ред. Соловьева А. И.. — М.: Географгиз, 1950. — 40 с.
- История британской агрессии на Среднем Востоке. (От французской буржуазной революции до Второй мировой войны). — М.: Воениздат, 1951. — 212 с. (недоступная ссылка)
- Славные мореходы Иван Крузенштерн и Юрий Лисянский. — М.: Детгиз, 1954. — 224 с.
- Индийский мечтатель. — М.: Детская литература, 1956. — 271 с.
- Утренняя звезда. — М., 1960.
- Новая история зависимых колониальных стран.

## Статьи
- Положение труда в Китае // Вопросы труда. 1925. № 10. С. 104—112
- Гражданская война в Китае // Народный учитель. 1926. № 10. С. 18-26
- Англо-персидский спор о Бахрейнских островах // МЖ. 1929. № 6. С. 62-74
- Поездка к белуджам (Этногр. очерк) // Наши достижения. 1930. № 7. С. 1-7
- Путешествие Тавернье как источник по истории Индии XVII в. // Труды МИФЛИ. 1938. Т. 2. Ист. фак-т. С. 176—191
- Новая история зависимых и колониальных стран. Ч. 1: Индия, Китай, Иран и Афганистан. Османская империя. Киев, 1939; Великий писатель китайского народа // ИЛ. 1940. № 1. С. 120—127
- Сунь Ят-сен // Там же. № 3/4. С. 239—246
- Индия последней четверти XIX в. // Исторический журнал. 1940. № 9. С. 31-43
- Война Афганистана за независимость в 1878—1880 гг. // Там же. 1941. № 2. С. 56-60
- Германский империализм на Ближнем Востоке накануне мировой войны 1914—1918 гг. // Исторический журнал, 1943, № 1.
- Англо-майсорские войны в 90-х гг. XVIII в. // ВИ. 1948. № 1. С. 98-109
- Английская версия о «русской угрозе» Индии в XIX—XX вв. // ИЗ. 1950. Т. 33. С. 47-66
  - Английская версия о «русской угрозе» Индии в XIX—XX вв. // Проблемы методологии и источниковедения внешней политики России. М., 1986
- Русская революция 1905 г. и пробуждение Азии // УЗ МОПИ. 1957. Т. 8: Труды каф. всеобщей истории. Вып. 1. С. 3-16.